# George Genereux
George Patrick Genereux (ur. 1 marca 1935 w Saskatoon, zm. 10 kwietnia 1989 tamże) – kanadyjski strzelec sportowy. Złoty medalista olimpijski z Helsinek.
Zawody w 1952 były jego jedynymi igrzyskami olimpijskimi. Specjalizował się w konkurencji trap i to w niej zwyciężył. Miał wówczas siedemnaście lat. W tym samym roku był wicemistrzem świata.